# 브렛 할시

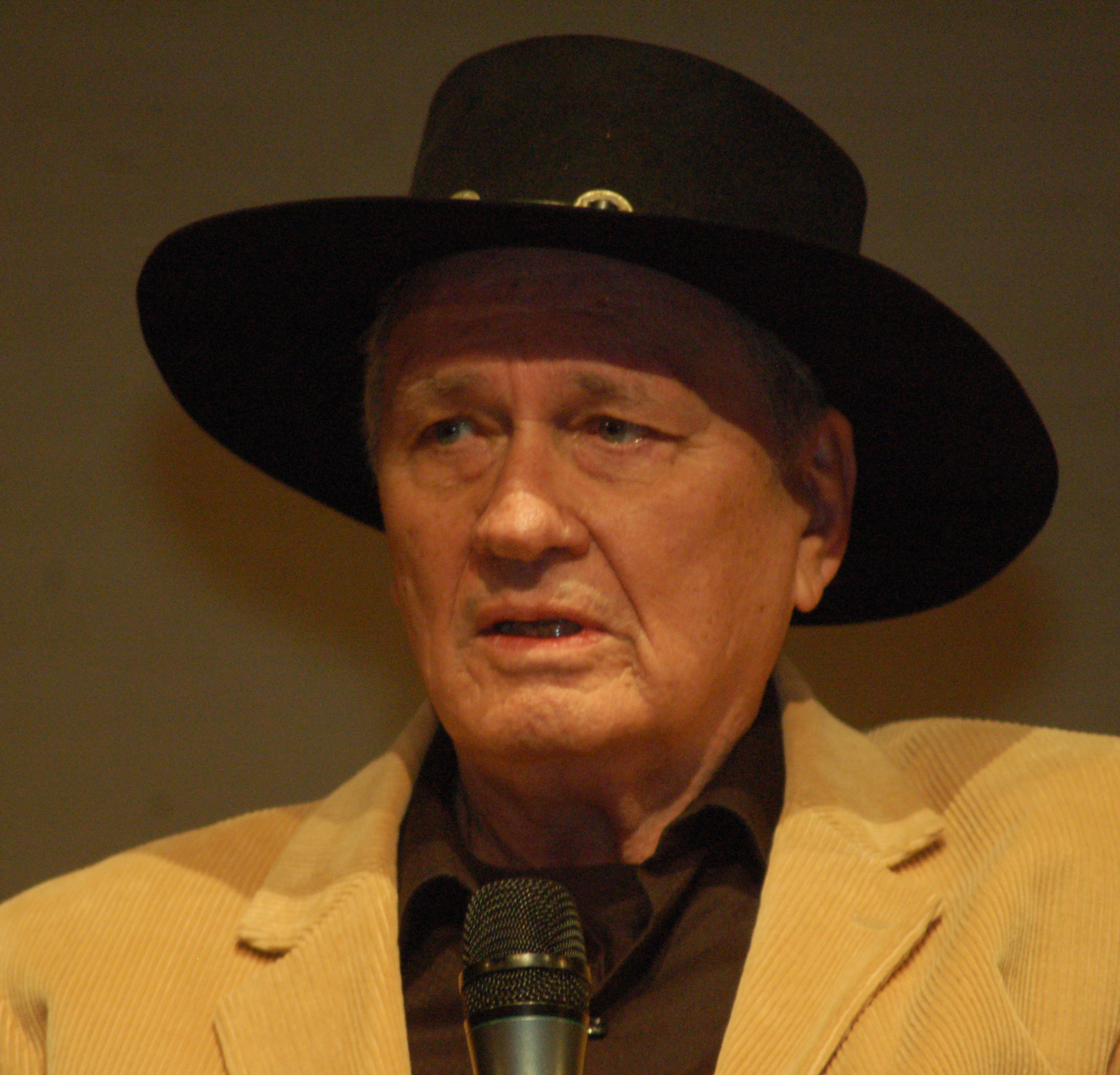

브렛 할시(Brett Halsey, 1933년 6월 20일 ~ )는 미국의 배우, 텔레비전 배우, 영화배우이다.
샌타애나에서 태어났다.

## 영화
- 프리 폴 (1999년)
- 앵커우먼 제시카 (1995년)
- 퍼스트 디그리 (1995년)
- 터미널 러시 (1995년)
- 머신 건(영어판) (1992년)
- 사막의 정복자 (1991년)
- 데모니아 (1990년)
- 머피의 증언 (1990년)
- 대부 3 (1990년)
- 배신자 (1989년)
- 검은 고양이 (1989년)
- 더 커맨더 (1988년)
- 앨리스가 거울을 깼을 때 (1988년)
- 애욕의 쎄실리아 (1986년)
- 랫보이 (1986년)
- 전격 Z작전 (1982년)
- 해저드 마을의 듀크 가족 (1979년)
- 꿈꾸는 낙원 (1978년)
- 더 영 앤 더 레스트리스 (1973년)
- 어디가 아프죠? (1972년)
- 로이 콜트와 윈체스터 잭 (1970년)
- 애니원 캔 플레이 (1968년)
- 077 - 특급 절대 절명 (1965년)
- 베니스의 복수 (1964년)
- 페이튼 플레이스 2 (1961년)
- 리턴 오브 더 플라이 (1959년)
- 크라이 베이비 킬러 (1958년)
- 핫 로드 럼블 (1957년)
- 불타는 전장 (1955년) - 사운더스 역
- 워킹 마이 베이비 백 홈 (1953년)
- 서치 포 디이애나 (1933년)